# Горњи Балван
Горњи Балван (мкд. Горни Балван) је насеље у Северној Македонији, у источном делу државе. Горњи Балван је село у саставу општине Карбинци.

## Географија
Горњи Балван је смештен у источном делу Северне Македоније. Од најближег града, Штипа, насеље је удаљено 15 km северно.
Насеље Горњи Балван се налази у историјској области Овче поље. Насеље је положено у долини реке Брегалнице, на десној обали реке. Северно од насеља уздиже се побрђе Манговица. Надморска висина насеља је приближно 380 метара.
Месна клима је блажи облик континенталне због близине Егејског мора (жарка лета).

## Становништво
Горњи Балван је према последњем попису из 2002. године имао 57 становника.
Већинско становништво су етнички Македонци (100%).
Претежна вероисповест месног становништва је православље.